# Daniel Soubeyran

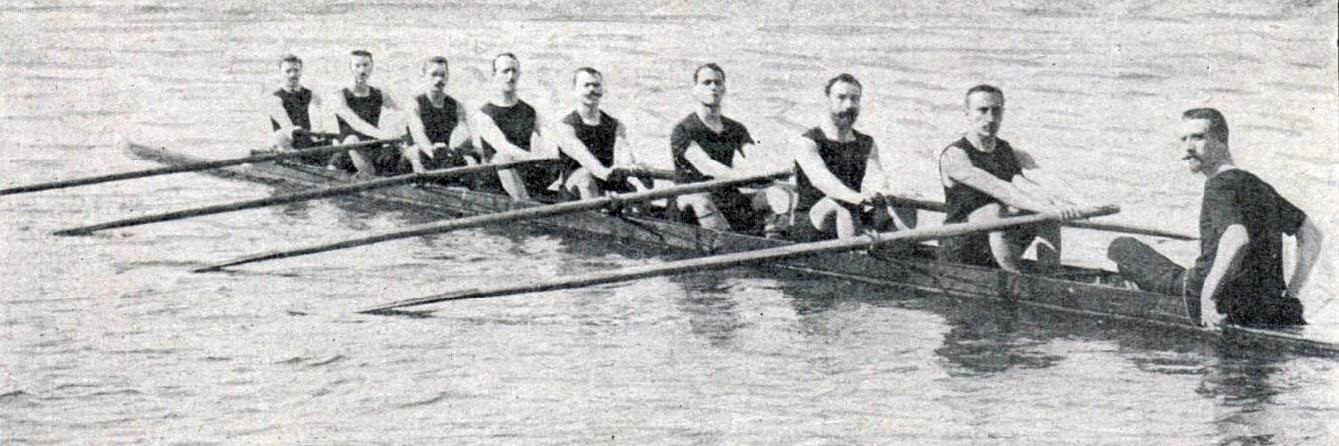
Die 'Huit' seniors des Club Nautique de Lyon, im Februar 1911, L. à D. Perrin, Soubeyran, Mabire, Mauthon, Wegelin, Lumpp, A. Jambon, und Aublanc.

Ovide Daniel Louis Henri Soubeyran (* 11. August 1875 in Dieulefit; † 8. Februar 1959 in Turin) war ein französischer Ruderer.
Im Jahr 1900 trat er zusammen mit Georges Lumpp, Charles Perrin, Émile Wegelin und einem unbekannten Steuermann bei den Olympischen Spielen in Paris im Vierer mit Steuermann an. Im zweiten Halbfinale landeten sie hinter dem Team aus den Niederlanden auf dem zweiten Platz und wären damit eigentlich ausgeschieden gewesen. Aufgrund einer Kontroverse um die Finalteilnehmer, gab es letztendlich zwei Finalläufe mit eigens vergebenen Medaillen. Im ersten Finallauf nahm Soubeyran mit seinem Team teil und gewann mit einer Zeit von 7:18,0 Minuten die Silbermedaille.
Sein Verein war der Club Nautique de Lyon.